# Un gendre en surveillance
Un gendre en surveillance est une comédie-vaudeville en un acte d'Eugène Labiche, représentée pour la 1re fois à Paris au théâtre du Gymnase le 11 décembre 1857.
- Collaborateur Marc-Michel.
- Editions Michel Lévy frères.

## Distribution
| Acteurs et actrices ayant créé les rôles |                      |
| Personnage                               | Acteur ou actrice    |
| Baraduc                                  | Numa                 |
| Edmond Daressy                           | Luguet               |
| Bernadoux                                | Landrol              |
| Jean, domestique                         | M. Numa fils         |
| Zémire, femme de Daressy                 | Mlle Virginie Duclay |
| Virginie, femme de Bernadoux             | Mlle Lambert         |